# Campeonato Europeo Sub-18 2001
El Campeonato Europeo Sub-18 2001 se llevó a cabo en Finlandia del 21 al 29 de julio y contó con la participación de 8 selecciones juveniles de Europa provenientes de una fase eliminatoria.
Polonia venció en la final a República Checa para obtener su primer título continental de la categoría y fue la última edición que se jugó bajo el formato de menores de 18 años, ya que a partir de la edición de 2002 pasó a se el Campeonato Europeo de la UEFA Sub-19.

## Participantes
| - Bélgica - República Checa - Dinamarca - Finlandia (anfitrión) | - Polonia - España - Ucrania - R.F. Yugoslavia |

## Sedes
| Estadio         | Ciudad      | Equipo(s) Local(es) | Capacidad |
| --------------- | ----------- | ------------------- | --------- |
| Tehtaan kenttä  | Valkeakoski | Haka                | 3,516     |
| Tampere Stadium | Tampere     | Tampere United      | 16,800    |
| Finnair Stadium | Helsinki    | HJK HIFK            | 10,770    |
| Pohjola Stadion | Vantaa      | PK-35 Allianssi     | 4,700     |

## Fase de grupos

### Group A
| País            | J | G | E | P | GF | GC | GD | Pts |
| --------------- | - | - | - | - | -- | -- | -- | --- |
| República Checa | 3 | 3 | 0 | 0 | 8  | 3  | +5 | 9   |
| R.F. Yugoslavia | 3 | 2 | 0 | 1 | 10 | 6  | +4 | 6   |
| Ucrania         | 3 | 0 | 1 | 2 | 4  | 6  | -2 | 1   |
| Finlandia       | 3 | 0 | 1 | 2 | 6  | 13 | -7 | 1   |

| 21 de junio de 2001 | Finlandia      | 1 – 1 | Ucrania      | Finnair Stadium, Helsinki |  |
|                     | Scheweleff 84' |       | Karabkin 49' |                           |  |

| 21 de junio de 2001 | República Checa | 1 – 0   | R.F. Yugoslavia | Finnair Stadium, Helsinki                                |                                                          |
|                     | Řehák 24'       | Reporte |                 | Asistencia: 869 espectadores Árbitro(s): Massimo Busacca | Asistencia: 869 espectadores Árbitro(s): Massimo Busacca |

| 23 de junio de 2001 | Finlandia  | 1 – 4   | República Checa                                   | Finnair Stadium, Helsinki                                    |                                                              |
|                     | Sjölund 6' | Reporte | Dujka 14' · Koubský 44' · Trojan 57' · Čoupek 58' | Asistencia: 6,237 espectadores Árbitro(s): Massimo De Santis | Asistencia: 6,237 espectadores Árbitro(s): Massimo De Santis |

| 23 de junio de 2001 | Ucrania     | 1 – 2 | R.F. Yugoslavia                | Pohjola Stadion, Vantaa |  |
|                     | Pintšuk 24' |       | Damjanović 35' · Misimović 79' |                         |  |

| 25 de junio de 2001 | R.F. Yugoslavia                                                             | 8 – 4 | Finlandia                                  | Finnair Stadium, Helsinki |  |
|                     | Damjanović 20' 49' · Cilinšek 23' · Misimović 38' · Lazović 53' 65' 68' 82' |       | Sjölund 51' 74' · Peteri 54' · Okkonen 62' |                           |  |

| 25 de junio de 2001 | República Checa                       | 3 – 2   | Ucrania               | Pohjola Stadion, Vantaa                                    |                                                            |
|                     | Bystroň 63' · Koubský 69' · Hudec 84' | Reporte | Motuz 51' · Kutas 56' | Asistencia: 468 espectadores Árbitro(s): Martin Ingvarsson | Asistencia: 468 espectadores Árbitro(s): Martin Ingvarsson |

### Grupo B
| País      | J | G | E | P | GF | GC | GD | Pts |
| --------- | - | - | - | - | -- | -- | -- | --- |
| Polonia   | 3 | 2 | 1 | 0 | 8  | 4  | +4 | 7   |
| España    | 3 | 2 | 0 | 1 | 5  | 5  | 0  | 6   |
| Bélgica   | 3 | 1 | 1 | 1 | 4  | 4  | 0  | 4   |
| Dinamarca | 3 | 0 | 0 | 3 | 2  | 6  | -4 | 0   |

| 22 de julio de 2001 | Polonia                                        | 4 – 1   | España     | Tehtaan kenttä, Valkeakoski |  |
|                     | Nawotczyński 14' 90' · Madej 16' · Grzelak 41' | Reporte | Perona 23' |                             |  |

| 22 de julio de 2001 | Bélgica                           | 2 – 0 | Dinamarca | Tehtaan kenttä, Valkeakoski |  |
|                     | Aelbrecht 56' · Djamba-Shango 90' |       |           |                             |  |

| 24 de julio de 2001 | España     | 1 – 0   | Dinamarca | Tampere Stadium, Tampere |  |
|                     | Perona 87' | Reporte |           |                          |  |

| 24 de julio de 2001 | Polonia         | 1 – 1 | Bélgica           | Tampere Stadium, Tampere |  |
|                     | Kaźmierczak 82' |       | Djamba-Shango 78' |                          |  |

| 26 de julio de 2001 | Dinamarca                      | 2 – 3 | Polonia                  | Tampere Stadium, Tampere |  |
|                     | Beierholm 5' · Benjaminsen 57' |       | Zawadzki 18' 28' · Żytko |                          |  |

| 26 de julio de 2001 | España                   | 3 – 1   | Bélgica      | Tehtaan kenttä, Valkeakoski |  |
|                     | Perona 8' 76' 90' (pen.) | Reporte | Walasiak 31' |                             |  |

## Fase Final

### Tercer Lugar
| 29 de julio de 2001 | R.F. Yugoslavia | 2 – 6   | España                                       | Finnair Stadium, Helsinki |  |
|                     | Bihorac 5' 46'  | Reporte | Arteta 2' · Perona 21' 58' 87' · Elá 43' 77' |                           |  |

### Final
| 29 de julio de 2001 | República Checa | 1 – 3   | Polonia                                        | Finnair Stadium, Helsinki |  |
|                     | Trojan 39'      | Reporte | Nawotczyński 26' · Madej 89' · Łobodziński 90' |                           |  |

## Campeón
| Eurocopa Sub-18 2001 |
| -------------------- |
| Bandera de Polonia   |
| Polonia 1º Título    |